# Ilex havilandii
Ilex havilandii är en järneksväxtart som beskrevs av Ludwig Eduard Loesener. Ilex havilandii ingår i släktet järnekar, och familjen järneksväxter. Inga underarter finns listade i Catalogue of Life.